# Acrospermoides
Acrospermoides — рід грибів. Назва вперше опублікована 1940 року.